# 屋久島自然環境文化村
屋久島自然環境文化村（やくしましぜんかんきょうぶんかむら）は、屋久島の都市マスタープラン「屋久島自然環境文化村構想」に登場する開発のビジョンである。当該マスタープランは1992年から1994年にかけて構想され、屋久島の開発と自然保護の両立に向けた計画が盛り込まれている。

## 概要
鹿児島県の屋久島は地殻変動により海底の堆積層を花崗岩が押し上げ隆起した島である。中央に九州地方最高峰の峰々がひしめき、深い渓谷をつくり出している。この地形が亜熱帯から亜寒帯に至る多様な気候帯を生み出し、東洋のガラパゴスと呼ばれるような屋久島固有の生態系をつくり出している。
屋久島の自然環境文化村のランドスケープデザインは、デザイン原理で造形するのではなく自然の造形力を活用することで屋久島らしいランドスケープデザインの成立を試みる。幾度となく現地に足を踏み入れ、大地から沸き立つ自然の声に耳を傾ける。そして一つ一つ植物を採集し、正確に名前を確かめると、一見単なる杉の植林地にしか見えなかった場所の生態系が明らかになり、屋久島の固有のフローラが浮かび上がってくる。屋久島ではこのように植林地で人々の生活が深くかかわっている場所ですらその自然の固有性は失われていないということがさらに明確になり、計画に一つの確固たる方向性が与えられた。そしてこの特性をプログラム化し、フォルム化してゆくのが我々のデザインのやり方である。屋久島の強い自然の生命力を生かして、マイナスの植栽計画とでも呼ぶべく、殆ど植栽をせずに間伐により森に差し込む光の量を調整することにより生態系にゆだね、新たに多様な林相を生み出す試みである貴重な屋久島の遺伝子を保護する意味からも島外からの植物の搬入は避けるべきであると考えた。
全休配置計画案で建築は自然地形に沿って貴重な植物群落を避け、森のなかへ流れ込んでゆく。歩道やベンチなど計画される施設はすべて苔がのり、自然に馴染む素材だけを使用しており、エントランスの風景は、限地産の石積が連続的に空間を間仕切り、建築は森の中にひそむようにたたずむ。
自然を生かした庭園というかたちで排水路はコンクリートで固めず自然石で落差を形成し緩やかに流れる。やがて苔が生え、シダが生育し森に帰ってゆく。枯れ沢の風景、切り取られた岩を流れる水、計画地に生える木生シダ:ヘゴなど。